# Contessa Serbelloni Mazzanti Vien dal Mare
La Contessa Pia Serbelloni Mazzanti Vien dal Mare è un personaggio letterario e cinematografico ideato dallo scrittore e attore Paolo Villaggio, che compare in una fortunata serie di racconti apparsi su l'Espresso e su l'Europeo, nei libri Fantozzi e Il secondo tragico libro di Fantozzi e nei film Il secondo tragico Fantozzi (1976), di Luciano Salce e Fantozzi 2000 - La clonazione (1999) di Domenico Saverni.
Nel primo film della saga, Fantozzi (1975), appare invece la figlia della nobildonna, la contessina Alfonsina Serbelloni Mazzanti Vien dal Mare, interpretata da Elena Tricoli, nelle scene della gita a Courmayeur. A tal proposito, riconoscendosi nel personaggio di Alfonsina, Marta Marzotto ha dichiarato: «La Contessa Serbelloni Mazzanti Vien dal Mare ero io. Nel disegnarne il personaggio [...] Paolo Villaggio si era ispirato a me. In famiglia lo sapevano e ridevano».
Nel film Superfantozzi compare inoltre il personaggio medievale della contessina Melisenda Serbelloni Mazzanti Vien dal Mare, interpretata dalla svedese Eva Lena.

## Personaggio
Il personaggio incarna lo stereotipo dell'aristocratico altezzoso e spocchioso che si crede superiore agli altri per il proprio titolo nobiliare e per la propria ricchezza. Viene descritta come una delle maggiori azioniste della Megaditta. All'interno della pellicola, la nobildonna è coinvolta in diverse situazioni, in cui umilia – spesso involontariamente – Fantozzi e Filini.
Figlia della "bellissima" Isa Serbelloni Vien dal Mare e di un ignoto conte, la contessa ha assunto anche il cognome Mazzanti dopo che la madre sposò in seconde nozze, per "un tragico errore", un tale ragioniere Ugo Mazzanti.
Per la forte carica satirica e per alcune frasi diventate cult, il personaggio ha acquisito valore di antonomasia; Serbelloni Mazzanti Vien dal Mare viene spesso citato come esempio di cognome nobiliare palesemente fasullo o per indicare qualcuno che si dà false arie di superiorità, e viene spesso aggiunto, con intenzioni derisorie, al nominativo di persone dal cognome multiplo.